# Rhammatophyllum kamelinii
Rhammatophyllum kamelinii är en korsblommig växtart som först beskrevs av Viktor Petrovitj Botjantsev, och fick sitt nu gällande namn av Al-shehbaz och Oliver Appel. Rhammatophyllum kamelinii ingår i släktet Rhammatophyllum och familjen korsblommiga växter. Inga underarter finns listade i Catalogue of Life.